# 가경동
가경동(佳景洞)은 대한민국 충청북도 청주시 흥덕구에 있는 동이다. 가경지구와 강서지구에 아파트 단지가 조성되며 인구 5만 명을 넘었다. 청주 가로수길(플라타너스 진입로)의 시작점이기도 하다.
청주시외버스터미널과 청주고속버스터미널이 위치하고 있다. 1999년까지 시외버스터미널과 고속버스터미널이 각각 청주시의 중앙인 흥덕구(현 서원구) 사직동과 상당구 서문동에 있었기 때문에 교통 혼잡이 잦아, 청주 나들목이나 서청주 나들목과 가까운 가경동으로 이전한 것이다. 이후 다른 동지역과 대학생들의 편의를 위해서 북부지역을 위한 북부정류소, 율량정류소, 신흥고정류소, 중부/남부지역을 위한 사창정류소, 남부정류소, 흥덕구 오송읍과 강내면의 환승을 위한 청주 나들목 근처의 석소정류소가 설치되었다.

## 교통
- 청주고속버스터미널
- 청주시외버스터미널

## 주요 시설

### 상업 시설
- NC백화점 청주점 
  - 영풍문고 청주점
  - CGV 청주터미널관
- 메가폴리스
  - 롯데마트 청주점
- 홈플러스 메가푸드마켓 청주점
- 가경터미널시장
- 커넥트현대 청주
- 한국수출입은행 청주지점

### 방송국
- MBC충북 청주방송국

### 주택단지
가경동은 1999년 터미널이 이전됨에 따라 대규모 주택단지조성이 이루어졌고 1998년부터 현재까지 도시개발사업이 진행되면서 인구 5만명 이상을 유지하고 있다.
| 단지명                  | 건설사                | 시행사                | 주소                      | 입주        | 비고     |
| ----------------------- | --------------------- | --------------------- | ------------------------- | ----------- | -------- |
| 가경주공 1단지          | 대아건설㈜            | 대한주택공사          | 흥덕구 경신로 9           | 2002년 6월  | 국민임대 |
| 가경주공 2단지          | 삼능건설㈜            | 대한주택공사          | 흥덕구 가경로 26          | 2002년 12월 |          |
| 가경주공 6단지          | 제일건설㈜            | 대한주택공사          | 흥덕구 2순환로1375번길 23 | 2004년 4월  | 국민임대 |
| 가경뜨란채 7단지        | 요진산업㈜            | 대한주택공사          | 흥덕구 풍년로 40          | 2005년 9월  |          |
| 가경뜨란채 8단지        | 남양건설              | 대한주택공사          | 흥덕구 풍년로 56          | 2005년 10월 |          |
| 가로수마을 휴먼시아     | 경남기업              | 대한주택공사          | 흥덕구 서현중로32번길 23  | 2008년 7월  | 국민임대 |
| 가경 푸르지오           | 대우건설              | ㈜라이프              | 흥덕구 2순환로1375번길 20 | 2006년 1월  |          |
| 가로수마을 한라비발디   | 한라건설㈜            | ㈜라이프              | 흥덕구 서현서로 40        | 2008년 8월  |          |
| 가경자이                | 지에스건설㈜          | 가경지역주택조합      | 흥덕구 서현로 30          | 2020년 11월 |          |
| 가경 삼일원앙           | 삼일주택공사          | 삼일주택공사          | 흥덕구 가경로 100-20      | 1997년 6월  |          |
| 가경 덕일한마음         | 덕일건설㈜            | 덕일건설㈜            | 흥덕구 장구봉로 71        | 1997년 6월  |          |
| 가경 동부               | 동부건설              | 동부건설              | 흥덕구 가경로 64          | 1998년 6월  |          |
| 가경 태암수정           | ㈜태암                | ㈜태암                | 흥덕구 가경로 72          | 1997년 7월  |          |
| 가경 진로               | 진로건설㈜            | 진로건설㈜            | 흥덕구 가경로 71          | 1999년 1월  |          |
| 가로수마을 호반베르디움 | 호반건설              | 한국종합개발㈜        | 흥덕구 서현중로 47        | 2008년 8월  |          |
| 가로수마을 선광로즈웰   | 선광토건㈜            | 선광토건㈜            | 흥덕구 서현중로 48        | 2008년 7월  |          |
| 가로수마을 e편한세상    | ㈜디엘이앤씨          | ㈜디엘이앤씨          | 흥덕구 서현북로 15        | 2008년 9월  |          |
| 가경 효성               | ㈜효성중공업 건설부문 | ㈜효성중공업 건설부문 | 흥덕구 가경로 61          | 1997년 12월 |          |
| 가경 대원               | ㈜대원                | ㈜대원                |                           | 1997년 7월  |          |
| 가로수마을 대원칸타빌   | ㈜대원                | ㈜대원                | 흥덕구 서현서로 39        | 2008년 9월  |          |
| 가경세원 3차            | 세원건설㈜            | 세원건설㈜            | 흥덕구 가경로 134         | 1997년 8월  |          |
| 가경 아이파크 1단지     | 현대산업개발          | 현대산업개발          |                           | 2019년 4월  |          |
| 가경 아이파크 2단지     | 현대산업개발          | 현대산업개발          |                           | 2020년 2월  |          |
| 가경 아이파크 3단지     | 현대산업개발          | 현대산업개발          |                           | 2021년 5월  |          |
| 가경 아이파크 6단지     | 현대산업개발          | 현대산업개발          |                           |             |          |

## 교육시설

### 고등학교
- 충북공업고등학교
- 충북예술고등학교
- 서원고등학교
- 충북대학교 사범대학 부설고등학교

### 중학교
- 서현중학교
- 경덕중학교
- 서경중학교
- 서원중학교
- 충북대학교 사범대학 부설중학교

### 초등학교
- 서경초등학교
- 서현초등학교
- 경덕초등학교
- 경산초등학교
- 풍광초등학교
- 복대초등학교

## 역사

### 유래
이곳의 경치가 아름답다고 하여 가경골 또는 가경리라 하였다. 가경골은 바깥가경골과 안가경골을 아우른 지역이다. 한편, 가경을 '과경(科慶, 과거에 합격하여 경사가 난 고을)'이 변한 것으로 보는 견해도 있다. '가경' 지명은 『여지도서』에서 가경곡리(佳景谷里)로 나타난다. "관아에서 서쪽으로 5리이다. 민호는 13호, 남자 26명, 여자 22명이다."라는 내용이 있어 규모가 매우 작은 마을임을 보여준다. 가경동은 조선 시대 가경리와 발산리 · 시동리 · 홍동 · 신기리 일대였다. 『여지도서』에 발산리에 대해 "관아에서 서쪽으로 5리이다. 민호는 6호이며 남자는 7명, 여자는 7명이다."라는 기록이 있다. 일제강점기에 이 일대를 병합하여 가경리로 하였고 사주면에 속하였다.

### 변천
본래 청주군 서주내면(西州內面)에 속해 있던 지역으로 1914년 행정구역개편에 따라 발산리(鉢山里), 시동리(柿洞里), 홍동(洪洞), 신기리(新基里) 일부를 병합하여 가경리(佳景里)라 명명하고 사주면(四州面)에 편입되었다.
1963년 1월 1일 청원군 사주면이 완전히 청주시에 편입될 때 가경리도 청주시에 편입되어 가경·복대동 관할의 가경동(佳景洞)이 되었다.

### 연혁
- 1897년: 충청북도 청주군 서주내면 가경리
- 1914년: 충청북도 청주군 사주면 가경리
- 1963년: 사주면이 청주시로 편입되어 가경리가 복대리와 통합하여 충청북도 청주시 가경·복대동으로 개칭
- 1991년 9월 7일: 충청북도 청주시 가경·복대2동
- 1994년 7월 1일: 충청북도 청주시 가경동
- 1995년 1월 1일: 충청북도 청주시 흥덕구 가경동
- 1999년 3월 30일: 청주시외버스터미널 완공
- 2005~2006년: 풍년로 일대에 공공주택이 대규모 투입 (가경4지구)
- 2019년까지: 홍골도시개발사업과 서현지구개발사업을 통해 공공주택 사업 및 공원, 도서관 등 주민 편의시설 확충